# 盛岡南新都市
盛岡南新都市（もりおかみなみしんとし）とは、独立行政法人都市再生機構岩手都市開発事務所が推進する土地区画整理事業地の名称である。
通称は、盛南地区（せいなんちく）。愛称は、ゆいとぴあ盛南（- せいなん）。土地区画整理事業における事業名は盛岡南新都市開発整備事業、　通称は盛南開発（せいなんかいはつ）。

## 場所及び概要
かつて田畑が多く幹線道路の道幅が狭かった岩手県盛岡市本宮地区・向中野地区（雫石川南側）を1990年より区画整理・再開発し、住宅地・下水道・都市計画幹線道路・コミュニティ道路などの整備をはじめ、各種研究機関や大型ショッピングセンターなどが進出する新しい街並みを形成。それに合わせてバス路線の再編成も進められている。

## 愛称の由来
「ゆいとぴあ盛南（せいなん）」という愛称は一般公募によって決められ、「結い」と「ユートピア」という二つの言葉を合成して「ゆいとぴあ」という造語になった。
ただし、「盛南」とは本来「盛岡南新都市開発」の対象地区として「盛岡南地区」を略して呼んだ仮称であり、本宮・向中野と称される当地を「盛南」と呼ぶ習慣は全く無い。同様に仮称であった「盛南大橋」が正式名称として流用されたことによる影響である。地理的条件から「西南」と誤って記載されることもある。

## 主な施設・道路など

### 道路・橋
- 国道46号盛岡西バイパス
- 岩手県道13号盛岡和賀線
  - 太田橋
- 岩手県道16号盛岡環状線
- 岩手県道172号盛岡鶯宿温泉線
- 岩手県道293号本宮長田町線
  - 杜の大橋
- 盛南大橋

### 施設

#### 公共施設
- 仙北町駅（JR東北本線）
- 岩手県立盛岡商業高等学校
- 盛岡スコーレ高等学校
- 盛岡市立大宮中学校
- 盛岡市立本宮小学校
- 盛岡東警察署おおみや交番
- 盛岡市立病院
- 盛岡市中央公園
  - 盛岡市遺跡の学び館
  - 盛岡市子ども科学館
  - 盛岡市先人記念館
- 原敬記念館
- 岩手県立美術館
- 盛岡市総合アリーナ
- 盛岡市アイスリンク
- 盛岡市総合プール
- 岩手県工業技術センター
- 岩手県埋蔵文化財センター

#### その他の施設
- イオンモール盛岡南
- MORIOKA TSUTAYA（旧ホーマック跡地に開店）
- PCデポ盛岡本店（2012年6月15日に旧盛岡仙北店から移転開店）
- 岩手めんこいテレビ本社
- 岩手銀行本宮支店
- 北日本銀行本宮支店
- NECフィールディング盛岡支店
- 東芝コンシューマーマーケティング岩手支店
- TOTO盛岡ショールーム
- LIXIL盛岡ショールーム（旧INAX）
- 東北ミサワホーム盛岡支店
- 積水ハウス岩手支店
- パナホーム東北支社盛岡営業所
- ホワイト急便盛岡工場
- パナソニックショップ　パナックちだ（有限会社千田中央電器）
- 三菱電機ストアーエンゼル家電
- 荻野病院
- 盛岡南ドライビングスクール（自動車学校）
- 岩手中央農協（JAいわて中央）本宮支所（旧JA盛岡市本所が前身）
- 100円ショップダイソーアイスアリーナ前店
- ビッグハウスアイスアリーナ前店
- マイヤタウングラン（旧岩銀グラウンド）
  - マイヤ仙北店
  - マツモトキヨシマイヤタウングラン店
  - ダイソーマイヤタウングランSC店
  - スポーツクラブアクトス盛岡
  - FRANCE（美容院）
  - クリーニングいんべ
- YKK AP（旧ナスラック→MADOショップ盛岡ゆいとぴあ店）
- RED HOT
- ヤマダ電機Tecc LIFE SELECT盛岡本店（2009年5月22日に旧店舗から移転開店）
- 萬屋（旧ヤマダ電機（旧店舗）→ゲーム倉庫）
- かっぱ寿司盛岡南店
- やまなか家盛南店
- 東建コーポレーション盛岡支店
- ネッツトヨタ盛岡本宮店
- MSM（自動車販売店）
- ハウスメイト盛岡店
- DCMホーマック盛南店（2013年7月17日に旧店舗から、ホーマックスーパーデポ盛南店として、移転開店。その後、社名変更で現名称に改称）
- スーパーセンタートライアル盛岡西バイパス店
- アクロスプラザ盛南
  - ジョイス盛岡西バイパス店
  - サンドラッグ盛南店
  - セリアアクロスプラザ盛南店
  - プロノ盛岡南店
  - モスバーガー盛岡南店

## 住所表示の変更について
盛岡市は2010年6月4日、「ゆいとぴあ盛南開発事業が2013年春に完成する目処がついた事に伴い、2010年度から2012年度（2011年2月～2013年春）にかけて当該地区の一部において住所表示の変更を実施する」と発表。同年12月の定例盛岡市議会にその関連条例・規則改正案を提出予定（2010年6月5日付盛岡タイムス1面記事にて報道、詳細は下述）。

### 2010年度に住所表示変更を実施する地区
- 盛岡市アイスアリーナ南側からイオンモール盛岡南手前までの地区（面積98ヘクタール、1730世帯、197事業所）=現住所「本宮字松幅・蛇屋敷・熊堂・宮沢、向中野字千刈田・八日市場、下太田字谷地・杉田」を「本宮2～6丁目」に変更（本宮2～4丁目は範囲拡大、同5・6丁目は新設。全て〒020-0866。2011年2月21日実施）。

### 2011年度に住所表示変更を実施する地区
- イオンモール盛岡南地区から岩手県工業技術センター手前までの地区（面積138ヘクタール、2930世帯、347事業所）=現住所「向中野字五合田・台太郎・細谷地、本宮字泉屋敷・鬼柳・野古・稲荷の各一部、飯岡新田1～3地割、下鹿妻字北・下通」を「西仙北2丁目（範囲拡大、〒020-0864）」、「本宮7丁目（新設、〒020-0866）」、「向中野1～5丁目（1・2丁目は範囲拡大、3～5丁目は新設、〒020-0851）」、「北飯岡1丁目（新設、〒020-0857）」に各々変更。2012年2月20日実施。

### 2012年度に住所表示変更を実施する地区
- ゆいとぴあ盛南地区南部（面積77ヘクタール、1240世帯、26事業所）=現住所「向中野字石川町・野原・才川・道明、飯岡新田2～8地割、下鹿妻字南田」を「向中野6・7丁目（新設）」及び「北飯岡2～4丁目（新設）」に変更。